# Charlotte-Amélie de La Trémoille
Ne pas confondre avec Charlotte-Catherine de La Trémoille, princesse de Condé, Charlotte de La Trémoille, comtesse de Derby et Marie-Charlotte de La Trémoille, duchesse de Saxe-Iéna.
Charlotte-Amélie de La Trémoille (Thouars, 1er mars 1652 - Utrecht, 21 janvier 1732) est une mémorialiste et aristocrate française. Elle est une fille d'honneur de la reine du Danemark, Charlotte-Amélie de Hesse-Cassel, et est connue comme la favorite et la confidente de la reine .
Elle est la fille d'Henri II de La Trémoille, prince de Talmont et Tarente (1620-1672) et d'Émilie de Hesse-Cassel (1626-1693).

## Biographie
Charlotte-Amélie de La Trémoille est élevée en France dans la religion calviniste par sa grand-mère Marie de La Tour d'Auvergne. Après la mort de sa grand-mère en 1665, elle émigre aux Pays-Bas pour éviter d'être convertie au catholicisme par son oncle, mais revient en 1668. Son père se convertit en 1670 et exige que sa famille fasse de même, ce qu'elle refuse. En 1672, sa cousine maternelle entend parler de ses difficultés religieuses et lui propose de venir au Danemark pour devenir sa dame d'honneur, et elle et sa mère partent pour Copenhague après avoir reçu l'autorisation de Louis XIV. Au début, elle a du mal à s'adapter à la vie de la cour danoise, où la langue est l'allemand, mais elle est devient rapidement la dame d'honneur préférée de la reine . Elle est décrite comme pieuse mais aussi comme audacieuse et avant-gardiste.
Le 29 mai 1680, elle épouse le comte Anton Ier d'Aldenbourg (1633-1680). Le mariage donne à son époux une alliance avec Louis XIV . Le mariage est approuvé par le roi Christian V de Danemark ainsi que par sa mère Sophie-Amélie de Brunswick-Calenberg, mais est extrêmement détesté par la reine parce qu'Aldenbourg appartient à une faction de la cour qui lui est hostile, et elle aurait dit à Charlotte-Amélie qu'elle espérait qu'elle serait bientôt veuve . Après le mariage, elle part pour Oldenbourg. Le couple a un fils. Elle devient veuve après seulement cinq mois de mariage, et pour le reste de sa vie, elle est forcée de s'engager dans un long et continu conflit avec les parents de son défunt conjoint pour protéger les droits de son fils à l'héritage de son père. Au cours du litige, elle effectue plusieurs visites à la cour pour demander de l'aide mais en vain, car le roi soutient le parti opposé. La reine Charlotte-Amélie, cependant, est connue pour lui avoir apporté son soutien, l'a souvent invitée à la cour et lui a aussi rendu visite. Sa belle-fille Dorothée-Justine Haxthausen devient également une favorite de la reine. Elle habite pour le restant de sa vie aux Pays-Bas, à Utrecht à partir de 1706.
Charlotte-Amélie de La Trémoille écrit ses mémoires, destinées à son fils, qui décrivent sa vie de 1652 à 1719 et mettent l'accent sur les personnes célèbres qu'elle a rencontrées et sur le différend successoral qu'elle a combattu pour son fils. Elles ont suscité beaucoup d'intérêt à partir de la fin du XIXe siècle.

## Sources
- Umar Sayyed, Trémoïlle, Charlotte Amélie de La, dans: Digitaal Vrouwenlexicon van Nederland. URL: http://resources.huygens.knaw.nl/vrouwenlexicon/lemmata/data/Tremoille [27/11/2014]